# Sistema de cañones submarinos occidentales del Golfo de León
Sistema de cañones submarinos occidentales del Golfo de León este o arie protejată (sit de importanță comunitară — SCI) din Spania întinsă pe o suprafață de 93.766,08 ha, integral marine.

## Localizare
Centrul sitului Sistema de cañones submarinos occidentales del Golfo de León este situat la coordonatele 42°23′36″N 3°26′14″E / 42.3934°N 3.4371°E.

## Înființare
Situl Sistema de cañones submarinos occidentales del Golfo de León a fost declarat sit de importanță comunitară în iulie 2014 pentru a proteja 2 specii de animale.

## Biodiversitate
Situată în ecoregiunile marină mediteraneană și mediteraneană, aria protejată conține 1 habitat natural: Recifuri.
La baza desemnării sitului se află mai multe specii protejate:
- mamifere (1): delfin mare (Tursiops truncatus)
- reptile (1): Caretta caretta

Pe lângă speciile protejate, pe teritoriul sitului au mai fost identificate 5 specii de mamifere, 70 de specii de nevertebrate, 67 de specii de pești.